# Bernardus Gerardus ten Berge

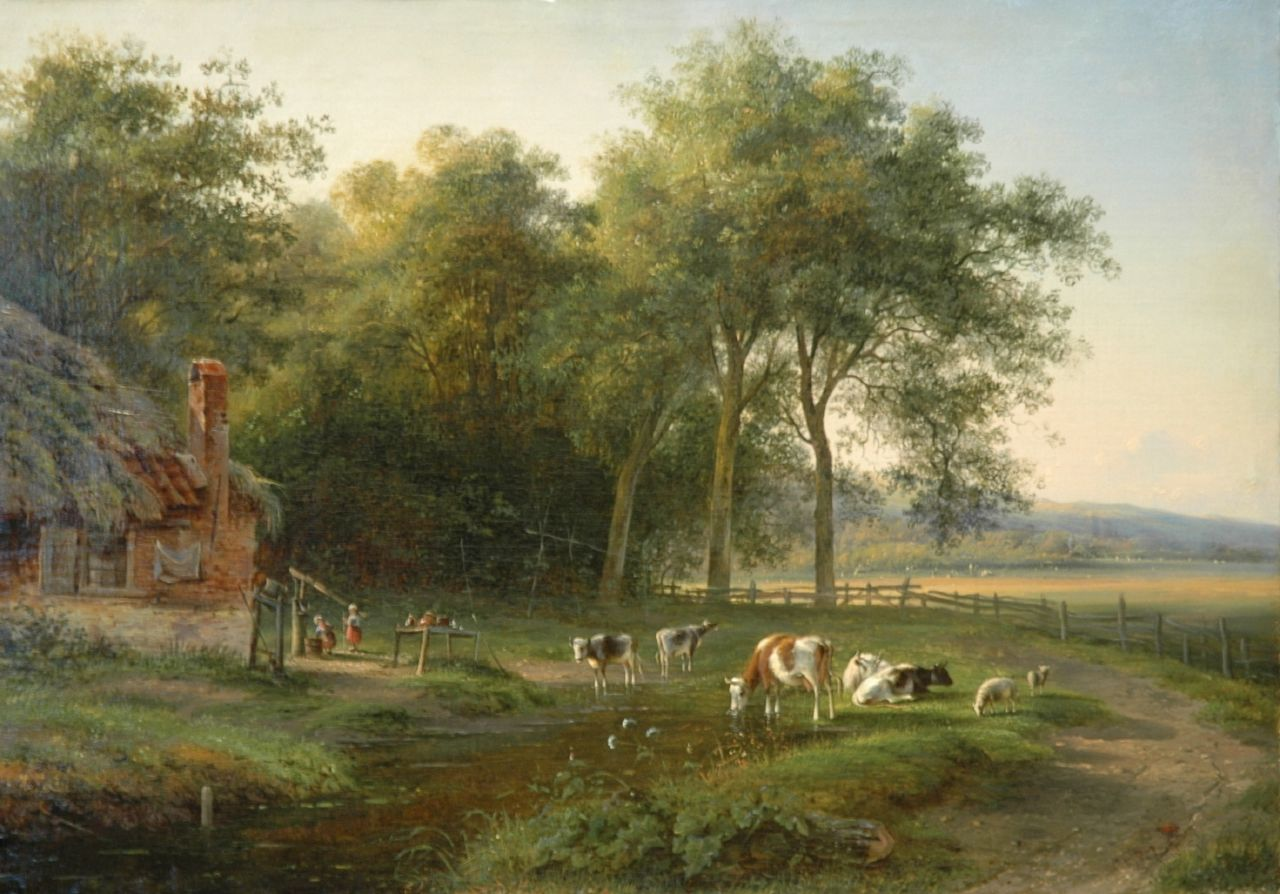
Kühe in einer Sommerlandschaft

Bernardus Gerardus ten Berge (* 10. September 1825 in Alkmaar; † 24. November 1875 ebenda) war ein niederländischer Landschafts- und Tiermaler.

## Leben und Wirken
Geboren als Sohn eines Gold- und Silberschmiedes, erlernte er die Kunst der Malerei bei seinem Schwager, dem Kunstmaler Pieter Plas. Dem Beispiel seines Lehrers folgend, malte er meist Landschaftsbilder mit grasenden Kühen und Schafen.
1862 gab er eine Serie von selbst lithografierten Ansichten von Alkmaar heraus.
Seine Schwester Johanna Francina heiratete am 10. September 1854 den Landschaftsmaler Willem Vester.